# El cazador del bosque
El cazador del bosque (título original en alemán, Der Wildschütz oder die Stimme der Natur, El cazador del bosque, o La voz de la Naturaleza) es una ópera cómica en tres actos con música y libreto en alemán de Albert Lortzing, adaptado de la comedia Der Rehbock, oder Die schuldlos Schuldbewussten de August Friedrich Ferdinand von Kotzebue. Se estrenó en el Stadttheater de Leipzig el 31 de diciembre de 1842.
Esta ópera se representa poco; en las estadísticas de Operabase aparece la n.º 177 de las óperas representadas en 2005-2010, siendo la 29.ª en Alemania y la segunda de Lortzing, con 17 representaciones en el período.

## Personajes
| Personaje                                      | Tesitura     | Reparto del estreno, 31 de diciembre de 1842 (Director: Albert Lortzing) |
| ---------------------------------------------- | ------------ | ------------------------------------------------------------------------ |
| Conde de Eberbach                              | barítono     | August Kindermann                                                        |
| Condesa de Eberbach, su esposa                 | alto         | Caroline Düringer-Lange                                                  |
| Barón Kronthal, hermano de la condesa          | tenor        | Heinrich Schmidt                                                         |
| Baronesa de Freimann, viuda, hermana del conde | soprano      | Caroline Günther-Bachmann                                                |
| Baculus, maestro de escuela                    | bajo         | Gotthelf Leberecht Berthold                                              |
| Gretchen, su prometida                         | soprano      | Auguste Krüger-Aschenbrenner                                             |
| Pancratius, el mayordomo del conde             | barítono     | Max Ballmann                                                             |
| Nanette, la doncella de la baronesa            | mezzosoprano | Tanz                                                                     |

## Argumento

### Acto I
En el hotel del pueblo, el maestro de escuela Baculus está celebrando su compromiso con Gretchen.  Un cazador del conde de Eberbach llega luego en las festividades con una carta diciendo a Baculus que ha sido despedido de su puesto de maestro de escuela, pues Baculus había ido a cazar antes en tierras del conde sin su permiso.  Baculus piensa en enviar a Gretchen para que haga cambiar de opinión al conde, pero luego recuerda la debilidad del conde por las jovencitas. La baronesa de Freimann, hermana del conde y recientemente enviudada, llega, disfrazada como un estuiante para viajar de incógnito.  Su hermano quiere volver a casarla con el barón Kronthal.  La baronesa oye la desgracia de Baculus, y se ofrece para defender su caso en lugar de Gretchen. El conde viene entonces al escenario con su partida de tiro, como hace el barón Kronthal. Tanto el conde como el barón se sienten inmediatamente atraídos por Gretchen. Toda la partida se v e implicada entonces en la celebración del cumpleaños del conde en su castillo.

### Acto II
La condesa de Eberbach tiene una debilidad por las antiguas tragedias, en particular Sófocles y aburre a su sirviente cuando ella diserta sobre las targedias.  Pancratius, el maestro de la casa, aconseja a Baculus que explote este rasgo para ganar el favor con la condesa.  Baculus impresiona a la condesa con citas de estas antiguas obras literarias.  Sin embargo, el conde ve esto e intenta desterrar a Baculus.  Baculus entonces intenta alistar a la baronesa con la idea de que ella aparezca como Gretchen, disfrazada. Estalla entonces una tormenta, y esto fuerza a Baculus y Gretchen a permanecer encerrados en el castillo. Durante una partida de billar, las luces se apagan de repente. El conde y el barón aprovechan la oportunidad para sorprender a Gretchen.  Sin embargo, la condesa ayuda a Baculus y Gretchen a escapar.  El barón entonces ofrece una recompensa de cinco mil táleros para quien le entregue a Gretchen.

### Acto III
La celebración del cumpleaños del conde continúa.  Llevan entonces a la Gretchen "correcta" al castillo. El barón se da cuenta de que Gretchen parece diferente.  Baculus entonces revela que la Gretchen "precedente" era una estudiante disfrazada.  Después de que presionan algo más a Baculus, la baronesa revela su verdadera identidad. El barón exige una explicación de Baculus, y más tarde el conde añade su voz para pedir clarificación.  La condesa al final llega también.  La confusión queda finalmente clarificada. Al final, Baculus y Gretchen se reúnen, y Baculus es restaurado en su posición de maestro de escuela. Resulta también que Baculus había disparado accidentalmente a su propio asno inicialmente, más que a un ciervo en los terrenos del conde.

## Grabaciones
- Deutsche Grammophon 2740 271: Edith Mathis, Doris Soffel, Georgine Resick, Peter Schreier, Gottfried Hornik, Hans Sotin; Staatskapelle de Berlín; Bernhard Klee, director.
- EMI  0946 3 81837 2 3: Hermann Prey, Fritz Wunderlich, Fritz Ollendorff, Anneliese Rothenberger, Lotte Schädle; Orquesta de la Ópera Estatal de Baviera, Robert Heger, director.